# 蘇麗瓊
蘇麗瓊（1954－），中華民國政治人物，現任監察委員。畢業於國立政治大學民族社會學系，在東海大學社會學研究所獲得碩士及博士學位。錄取公務人員高等考試社會行政類科後，加入公務體系。曾先後擔任宜蘭縣政府科長、臺北市政府社會局副局長、高雄市政府社會局局長、內政部社會司司長、高雄市政府副祕書長及臺北市政府祕書長、勞動部政務次長、衛生福利部政務次長。
2017年11月，接任勞動部政務次長。2018年8月29日時請辭，辭呈於月底生效，成為一年內第三位離職的政務次長。辭職原因一度被猜測是為了投入當年地方選舉民進黨的輔選，但其否認，透露是出於家庭照顧需求。2019年1月，接任衛生福利部政務次長，直到2020年轉任監察委員為止，並由李麗芬接任。2020年6月，獲提名為監察委員，並於8月1日上任。
2025年5月28日遭爆料，濫用公務車進行非公務私人行程，監察委員蘇麗瓊5月14日下午疑似以公務車處理私事，前往和平東路三段某家牙醫診所看診，違法濫用行政資源、公器私用。

## 外部連結
- 蘇麗瓊 監察委員 （页面存档备份，存于）